# Araçariguama
Araçariguama es un municipio brasileño del estado de São Paulo.

## Historia

### Iglesia de Nuestra Señora de la Peña
Edificada en 1648, la capilla de Nuestra Señora de la Peña fue el lugar donde Gonçalo Bicudo Chassin, dio inicio al pueblo que más tarde se tornaría el poblado de Araçariguama. Construida en barro pisado, la iglesia de Nuestra Señora de la Peña que en 1653 fue elevada a la condición de parroquia y hoy es la principal iglesia del municipio fue una de las más importantes del territorio entonces perteneciente a la Villa de Parnaíba.
La iglesia se localiza en el área central del municipio y en las proximidades del Morro del Voturuna, donde en otra época se encontraban las principales vetas auríferas de San Paulo, exploradas por Affonso Sardinha ya en 1590.
Después de varias reformas en sus bases, principalmente las registradas en 1772 y 1833 y la última entre 1997 y 1998, la iglesia de Nuestra Señora de la Peña fue víctima de algunas transformaciones en su estructura arquitectónica, resguardando sin embargo las características básicas del período de su construcción.
En el contexto de la expansión territorial de São Paulo, guarda en su existencia una de las principales referencias históricas de toda la región.

## Geografía
Se localiza a una latitud 23º26'19" sur y a una longitud 47º03'41" oeste, estando a una altitud de 695 metros. Su población estimada en 2004 era de 13.324 habitantes.
Posee un área de 146,3 km².

### Demografía
Datos del Censo - 2000
Población total: 11.154
- Urbana: 7.240
- Rural: 3.914
- Hombres: 5.733
- Mujeres: 5.421

Densidad demográfica (hab./km²): 76,24
Mortalidad infantil hasta 1 año (por mil): 20,26
Expectativa de vida (años): 69,03
Tasa de fecundidad (hijos por mujer): 2,80
Tasa de alfabetización: 89,99%
Índice de Desarrollo Humano (IDH-M): 0,770
- IDH-M Salario: 0,708
- IDH-M Longevidad: 0,734
- IDH-M Educación: 0,868

(Fuente: IPEADATA)

### Hidrografía
- Represa de Pirapora

### Carreteras
- SP-280

## Administración
- Prefecto: Roque Normélio Hoffmann (2009/2012)
- Teniente de Alcalde:
- Presidente de la cámara: (2009/2010)